# ヒルソング教会

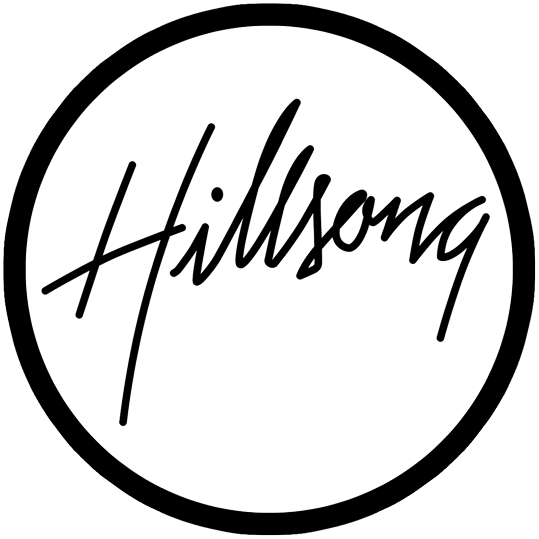
Hillsong logo.

ヒルソング教会（英語: Hillsong Church、旧称: Hills Christian Life Centre）は、オーストラリアを拠点としたペンテコステ派の教会。ロンドン（イギリス）、キーウ（ウクライナ）、パリ（フランス）に国際支部を持つ。アッセンブリーズ・オブ・ゴッド運動の流れを汲んでおり、ブライアン・ヒューストン、ボビー・ヒューストン両牧師により設立された。現代キリスト教賛美の作詞・作曲で世界的に知られている。2002年には、オーストラリア首相ジョン・ハワードによって3500席の礼拝堂が開設された。
日本でもCD・楽譜が発売されており、楽曲が福音派やメインライン等のプロテスタントの青年集会で演奏されることがある。ヒルソング教会の賛美チーム「ユナイテッド」による来日公演が2度開催された。

## 歴史
1983年8月、ブライアン・ヒューストン牧師とボビー・ヒューストン牧師が45人の会衆とともにヒルズ・クリスチャン・ライフセンターを開設。4年間で会衆が900人へと増加した。
教会の音楽ミニストーリーが発展し、年に一度クリスチャン・ミュージシャンの訓練と教育を目的とした「ヒルソング・カンファレンス」を開くようになった。
1990年代の初頭より「Hillsong」と銘打たれたキリスト教現代賛美のCDがクリスチャン・ライフセンターより発売。オーストラリアをはじめ、世界各国で「Hillsong」として知られていった。「Hillsong」はブライアン・ヒューストン牧師のメッセージとともにテレビ番組でも用いられている。
1999年に現在の教会名である「ヒルソング教会」に名前が変更された。これは、1990年代後半からヒルズ・クリスチャン・ライフセンターよりも「Hillsong」のほうが著名になったためである。

## 論争
ヒルソング教会は、そのキリスト教信仰に対する理解についての批判が多数あり、非倫理的な振る舞いについての非難が多い。懸念の声は、政治家 、メディア、住民団体 、キリスト教指導者 、元信徒等から挙げられている。批判は、ヒルソング教会の資金の用途、問題ある団体との関わり、批判への対応等に及ぶ。また、テレビ番組「オーストラリアンアイドル」での不正集票行為への関わりが疑われている。